# جیمز استانهوپ، ارل اول استانهوپ
جیمز استانهوپ، ارل اول استانهوپ (انگلیسی: James Stanhope, 1st Earl Stanhope; ۱۶۷۳ – ۵ فوریه ۱۷۲۱) نظامی و سیاست‌مدار اهل انگلستان بود. وی از ۱۷۱۷ تا ۱۷۱۸ رئیس خزانه بود.